# 12 Канал
12 Канал — Волинський регіональний телеканал. Розпочав мовлення  28 серпня 2017 року о 12:00.

## Про телеканал
«12 канал» — інформаційно- аналітичний телевізійний канал. Основою виробництва та мовлення є інформаційний продукт — новини. Також власними засобами телеканалу створюється окремий програмний продукт (телевізійні програми).
Аудиторія телеканалу за віковим цензом: 35+. Вона зосередженна в Волинській області, оскільки тематика новин і програм в основному має географічну прив'язку. Однак, часто до редакції телефонують і з інших областей з реакціями на ефір.

## Програми
В доробку 12 Каналу вже близько сотні різноманітних проєктів різних напрямків. Однак, найбільшу частку ефіру займає саме інформаційно-аналітичне мовлення. 
| Назва проєкту       | Опис проєкту |
| ------------------- | --- |
| Новини 12           | Щоденні випуски новин, які оновлюються тричі на день. Оперативно про найголовніше, що важливе для волинян. Розповідаємо, пояснюємо, аналізуємо.                                                                |
| Актуально           | Програма у якій ведучий обговорює із політиками, чиновниками та експертами найважливіші та найактуальніші теми.                                                                                                |
| 12 Гравець          | Спортивні підсумки тижня із Романом Вербичем. Коротко про найголовніше і найцікавіше зі світу спорту, що трапилось впродовж тижня.                                                                             |
| ArtВітальня         | Мистецькі розмови зі співаками, художниками, письменниками, акторами та іншими цікавими митцями з Волині та не лише.                                                                                           |
| ВашеПраво           | Юридичні поради з важливих та актуальних питань. Експерти простою мовою пояснюють те, що турбує людей. |
| Відкрита студія     | Авторський проєкт Алли Доманської про активізм та громадянське суспільство. Це відкритий майданчик для громадських активістів де вони порушують важливі теми для змін.                                         |
| Годуй Тіло          | Поради від професійного фітнес-тренера щодо раціону та вибору правильних продуктів. |
| Духовна Абетка      | Розмови про духовне зі священниками. |
| Жіночий клуб        | Жіночі розмови без стереотипів. Тільки про важливе і лише з цікавими гостями. |
| Заходеньки          | Проєкт, який відкриває Волинь світові. Неймовірні, колоритні, цікаві та самобутні міста і села області відкривають свої двері команді 12 Каналу. Програма показує увесь колорит глибинки.                      |
| Казка вихідного дня | Відомі волиняни читають свої найулюбленіші казки для дітей. |
| На тижні            | Інформаційні підсумки тижня із аналізом найзнаковіших подій та процесів |
| По дорозі           | Ведучий Богдан Коваль підвозить машиною відомих та цікавих людей і, заразом, дорогою бере у них інтерв'ю. |
| Позиція             | Ток-шоу у прямому ефірі. Ведуча із експертами, політиками та посадовцями розбирає теми, які найбільше на часі.                                                                                                 |
| Ранок LIVE          | Ранкове шоу із гостями у студії. Тільки цікаві, веселі та корисні теми, які заряджають позитивом на увесь день.                                                                                                |
| Розмова про мову    | Авторський проєкт мовознавиці Анни Данильчук про цікавинки української мови. |
| Retro-Волинь        | Небанальна та цікаві історія з неймовірними гостями. Авторська програма луцької популяризаторки історії Тетяни Яцечко-Блаженко у якій відкриваються нові сторінки минувщини Волині.                            |
| Спецтема            | Проєкт розслідувань |
| Телемедицина        | Прийом провідних лікарів Волині в прямому ефірі. Прості пояснення складних питань про здоров'я та дієві поради доказової медицини. Глядачі мають можливість поставити свої запитання зателефонувавши у студію. |
| Як це працює        | Програма про те, як вибирати якісні товари і продукти в магазині |
| Made in Волинь      | Як працюють найуспішніші підприємства Волині. Показується закулісся їхньої роботи та весь шлях створення їхньої продукції.                                                                                     |

## Мовлення

### Ефірне
Ведеться у мультиплексі МХ-5 цифрового телебачення DVB-T2 і покриває 90 % Волинської області, але сигнал потрапляє також за межі області (в рамках територіальних охоплень передавальних засобів сигналу, що потрапляють до Львівської області, Рівненської області, на територію Білорусі та Польщі).
Загальна потужність мережі — 1.77 кВт;

Загальна кількість регіонів — 2;

Загальна кількість частотних присвоєнь — 13:
| Канал    | Нас. пункт        |
| -------- | ----------------- |
| 26 ТВК   | Підгайці          |
| 28 ТВК   | Шацьк             |
| 47 ТВК   | Володимир         |
| 47-й ТВК | Топільне          |
| 47-й ТВК | Цумань            |
| 47-й ТВК | Житомир           |
| 48-й ТВК | Камінь-Каширський |
| 48-й ТВК | Любомль           |
| 52 ТВК   | Ковель            |
| 52 ТВК   | Горохів           |
| 55 ТВК   | Любешів           |
| 63 ТВК   | Нововолинськ      |

### Кабельні мережі та IPTV
- ТОВ «Воля кабель»;
- ТОВ «Дата групп»;
- ТОВ «Інтернеттехнологія» (Аверс);
- ТОВ «Нововолинське телебачення»;
- ТОВ «Ковельське телебачення»;
- ПП «ЮАІНЕТ», (м. Рожище, м. Ковель);
- ТОВ «Бужнет» (м. Володимир);
- ТОВ «МЕГОГО»[10];
- Мережа цифрового мовлення «Ланет».

### Супутникове
У грудні 2018 року канал отримав ліцензію на супутникове мовлення. 3 квітня 2023 мовлення було припинено.
Параметри налаштування для супутникового мовлення були такими:

Варіант 1

| Супутник | Стандарт | Частота | Символьна швидкість | Поляризація | FEC | Формат зображення | Кодування | AMOS 7 (4° W) | DVB-S2 | 12 518 MHz | 12 500 ks/s | H (горизонтальна) | 3/4 | MPEG-4 | FTA |

Варіант 2
| Супутник | Стандарт | Частота | Символьна швидкість | Поляризація | FEC | Формат зображення | Кодування | AMOS 7 (4° W) | DVB-S2 | 12 340 MHz | 17 900 ks/s | H (горизонтальна) | 3/4 | MPEG-4 | FTS |

## В соцмережах
Facebook

 YouTube (програми та рубрики)

 YouTube (новини)

 Instagram